# Justin Bibbins
Justin Bibbins (ur. 26 stycznia 1996) – amerykański koszykarz występujący na pozycji rozgrywającego, obecnie zawodnik Élan Béarnais Pau-Lacq-Orthez.
W 2014 został wybrany najlepszym zawodnikiem szkół średnich stanu Kalifornia (John R. Wooden California High School POY).
13 sierpnia 2018 został zawodnikiem Polpharmy Starogard Gdański.
24 czerwca 2020 Legia Warszawa. 3 grudnia przeszedł do francuskiego Élan Béarnais Pau-Lacq-Orthez.

## Osiągnięcia
Stan na 3 grudnia 2020, na podstawie
, o ile nie zaznaczono inaczej.
NCAA
- Zaliczony do:
  - I składu:
    - All-Pac 12 (2018)
    - turnieju Big West (2016, 2017)

  - II składu Big West (2016, 2017)
- Lider konferencji Pac-12 w skuteczności rzutów:
  - za 3 punkty (43,9% - 2018)
  - wolnych (87,4% - 2018)
- Zawodnik tygodnia Pac-12 (22.01.2018)

Indywidualne
- Zaliczony do I składu kolejki EBL (8, 10, 11 – 2020/2021)[8][9][10]